# Residencias Aéreas
Las Residencias Aéreas, anteriormente Edificio La Torre o como se le apoda Las Quintas Aéreas son un conjunto residencial ubicado en la Urbanización La Paz, ocupando una media parcela entre la avenida José Antonio Páez, la calle Junín y la calle B, muy cerca del monumento de La India dentro de la parroquia El Paraíso del municipio Libertador de Caracas. Es conocida popularmente por los habitantes por su icónico apodo de "Las Quintas Aéreas" por la peculiar arquitectura que poseen los departamentos. Su culminación fue en el año 1958 y es una gran referencia a la arquitectura venezolana del siglo XX, siendo estudiada y examinada hasta por estudiantes y profesionales del área de la arquitectura y la ingeniería.

## Antecedentes
A mediados de los años 1950 se realizaron una gran cantidad de proyectos residenciales debido a la explosión demográfica que tenía la ciudad de Caracas para ese entonces. Muchos fueron los edificios que destacaron por su buena arquitectura, pero las Quintas Aéreas se ganan un lugar entre los más icónicos, aunque realmente su nombre oficial son "Residencias Aéreas".
Con el tiempo El Paraíso fue perdiendo el talante que originalmente la caracterizó y, gracias a cambios de zonificación que se produjeron en algunos de sus sectores, se fue poblando, una vez promulgada en 1958 la Ley de Propiedad Horizontal de edificios multifamiliares. Fue en ese mismo año 1958 que el arquitecto Natalio Yunis inaugura las Residencias Aéreas con un total de cuarenta y ocho apartamentos dúplex con catorce pisos, muy cerca del monumento a Carabobo o La India. Las residencias fueron entre los primeros edificios y residencias que se desarrollaron tras la Ley de Promulgación Horizontal y para su fecha brindaron a la clase media emergente una solución que reinterprete la idea del hogar con numerosas comodidades y lujos

## Diseño

### Arquitectura
Su diseñador y creador fue el ingeniero Natalio Yunis, graduado en la Facultad de Ingeniería de la Universidad Central de Venezuela, autor también del edificio Roraima ubicado sobre la avenida Francisco de Miranda a la altura de El Rosal. La importancia de esta edificación multifamiliar, quizás única en la ciudad, radica en haber agrupado verticalmente apartamentos con características similares, con individualidad y espíritu de una quinta como modelo de vivienda, posibilitando una operación formal proveniente de un esquema de organización asimétrico, una racionalidad geométrica de sus elementos y un alarde tecnológico, producto de los grandes volados en sus terrazas, corredores y balcones que emulan las áreas libres perimetrales de las casas de gran envergadura.
Su perfil responde a un contorno en "Y" asimétrica dividida en tres alas. Las “quintas” en altura poseen una estructura de concreto armado que consiste en grandes paneles de buhardilla dispuestos en dos pisos que permiten que los apartamentos dúplex se conecten al núcleo de circulación vertical central del edificio. La losa de planta baja se encuentra elevada con respecto a la avenida, definiéndose así un gran espacio que rodea al edificio, haciendo las veces de estacionamiento para visitantes y también de jardines de contorno. La tipología usada de usos mixtos –comercio en planta baja y vivienda en las plantas superiores–, se complementa con un juego entre llenos y vacíos en las fachadas, en las que se imitan patrones de la arquitectura neoplasticista de Piet Mondrian, Theo van Doesburg y Gerrit Rietveld.
Las residencias, como anteriormente se explica, poseen una planta baja, donde se encuentran doce locales comerciales (aún en funcionamiento actualmente) con su estacionamiento para clientes, además del acceso a los residentes para los tres ascensores que contiene el conjunto o las escaleras. También se puede entrar al estacionamiento privado que poseen los residenciados, donde se encuentra además un área de servicio. En total posee 14 pisos con 48 viviendas dúplex. Cabe destacar que en el piso 14 existe un penthouse.

### Descripción de las Viviendas Dúplex
Los departamentos al ser dúplex quiere decir que cuentan con dos niveles cada uno. De este modo en el primer nivel de cada vivienda se encuentra su acceso principal, donde se encuentra una cocina con área de servicio, una sala-comedor, un baño de uso común y el patio a doble altura. En el nivel superior se encuentran las áreas privadas de los habitantes del departamento, como las habitaciones y baños.

## Apodo de Quintas Aéreas
Este nace por la configuración de cada vivienda, las cuales están separadas entre sí por patios a doble altura, lo que no solo garantiza el pase del aire y de luz natural, sino brinda un gran espacio libre, de esta manera hace al edificio único y brinda un estilo de vida como el de una quinta, muy de moda en la época, como en las grandes urbanizaciones que se constituían de este tipo de vivienda, tales como La Florida, San Bernardino, Altamira, entre otros.